# Johann Friedrich Vetterli

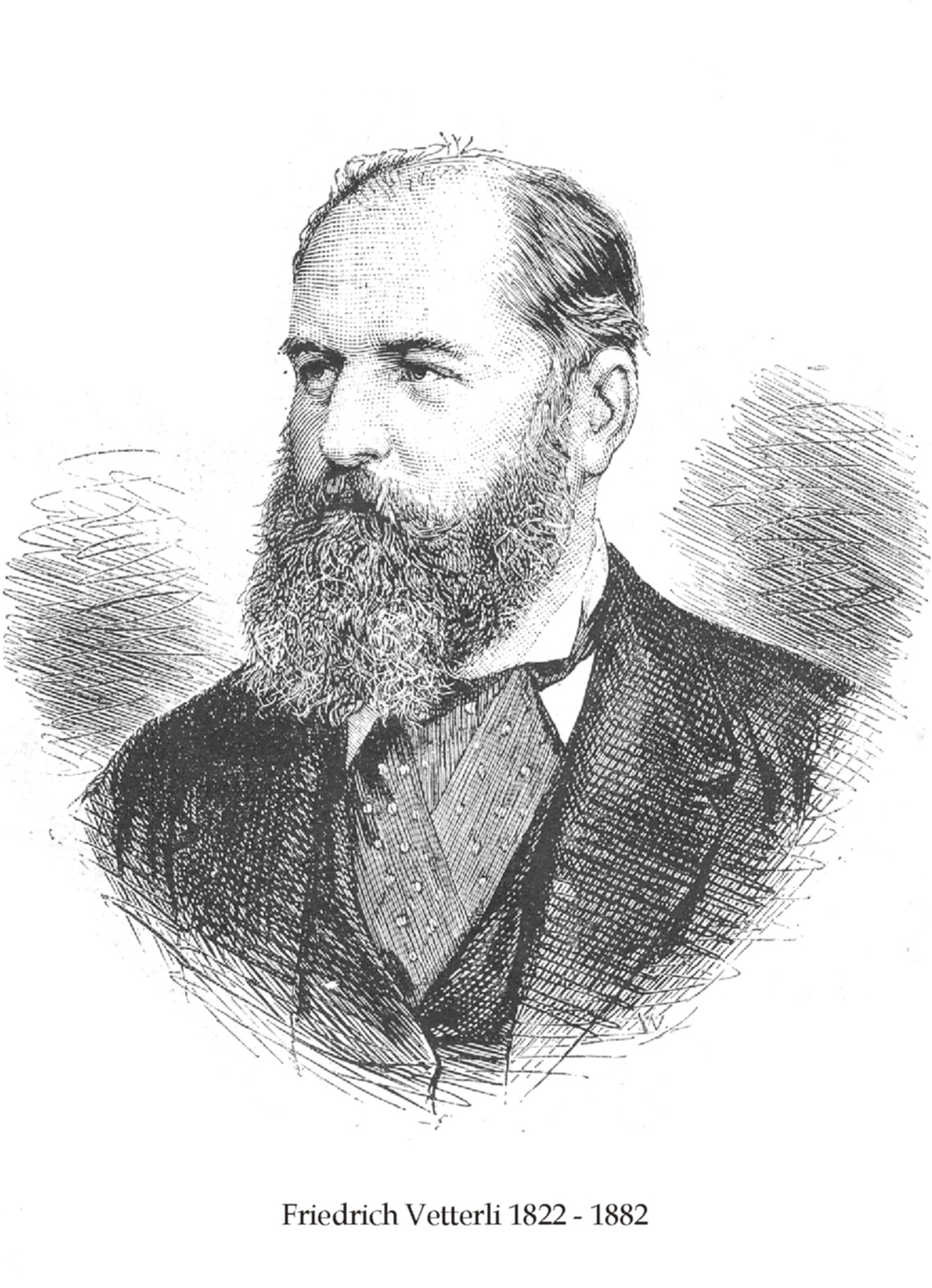
Johann Friedrich Vetterli

Johann Friedrich Vetterli (* 21. August 1822 in Wagenhausen; † 21. Mai 1882 in Neuhausen) war ein Schweizer Büchsenmacher und Erfinder des Vetterli-Repetiergewehrs.

## Leben und Werk
Vetterli war der Sohn des Müllers Jakob Vetterli und der Friederike, geborene Stierli. Er absolvierte in Schaffhausen bei «Schalch» eine Lehre als Büchsenmacher. Anschliessend ging er auf die Walz, die ihn nach Lahr, Paris, Saint-Etienne und nach London führte. Dort heiratete er 1855 Charlotte, geborene Freimann (Fryman), von Painwik aus der Grafschaft Gloucester.

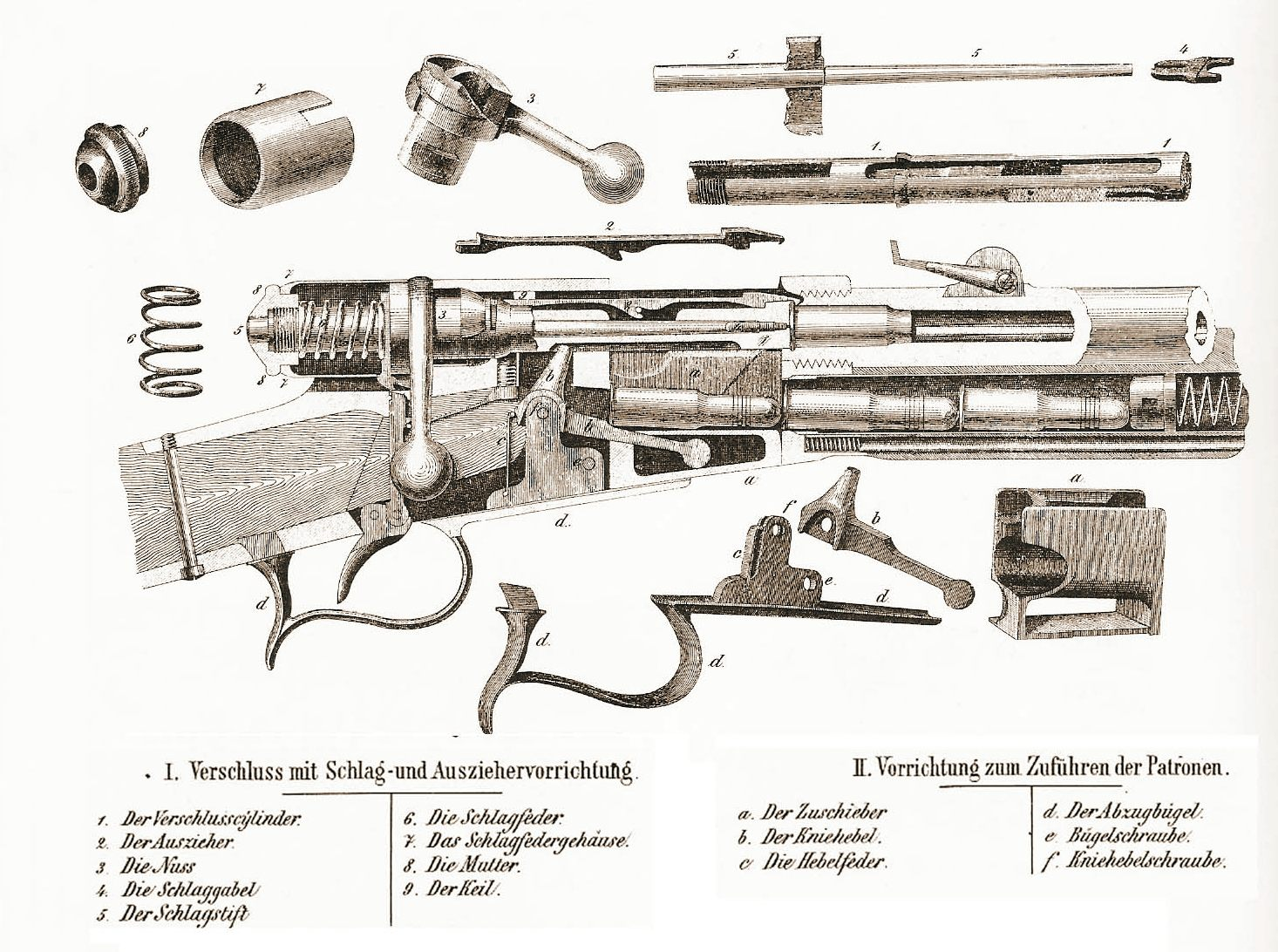
Vetterli-Repetiergewehr zerlegt

1864 bekam Vetterli Besuch von Friedrich Peyer im Hof. Anlässlich der gemeinsamen Besichtigung einer Walzmaschine für Bajonette in der Königlichen Waffenfabrik erklärte sich Vetterli bereit, für Peyer ein eigenes Bajonett-Walzwerk zu konstruieren, das noch effizienter arbeitete.

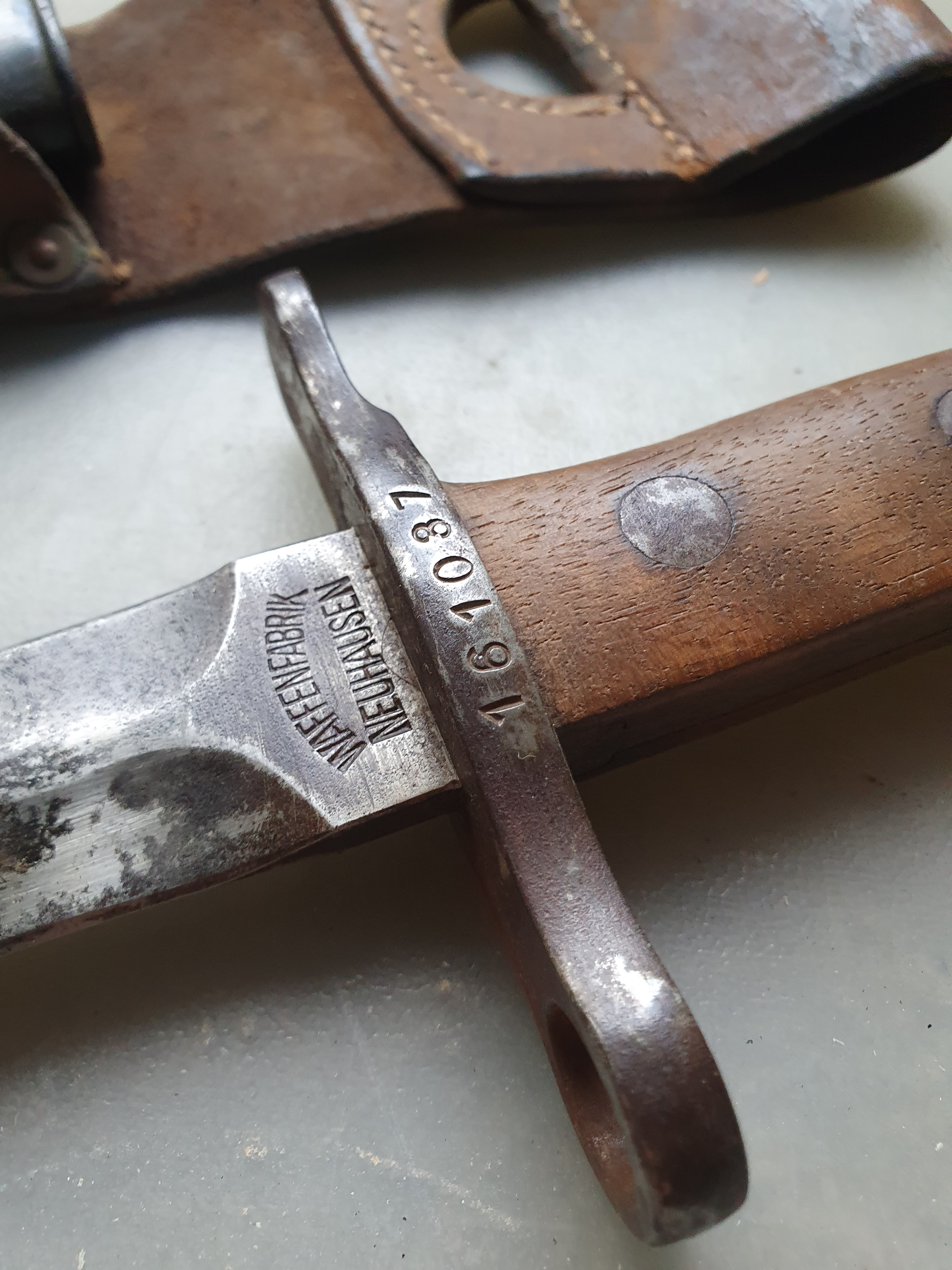
Bajonett aus der Waffenfabrik Neuhausen

Als Vetterli 1864 in die Schweiz zurückkehrte, wohnte er oberhalb von Neuhausen im «Bellevue». Für Peyer konstruierte er wie versprochen das Walzwerk und war von 1866 bis zu seinem Tod auch der Direktor der Schweizerischen Industrie-Gesellschaft in Neuhausen. Als solcher erfand er 1867 das Vetterli-Repetiergewehr und entwickelte auch die dazugehörige Munition. Die Schweiz und andere Länder bezogen ganze Ordonnanzserien aus Neuhausen, und seine Erfindung wurde auch im Ausland stark beachtet und führte ihn auf mehrere ausgedehnte Auslandsreisen.
Vetterli starb an einem Herzschlag und fand seine letzte Ruhestätte auf dem Friedhof von Neuhausen. Seine Frau war damals 47-jährig, kehrte wahrscheinlich in ihre Heimat zurück und mit ihr auch der private schriftliche Nachlass Vetterlis.